# Stauranthera argyrescens
Stauranthera argyrescens är en tvåhjärtbladig växtart som beskrevs av Hallier f.. Stauranthera argyrescens ingår i släktet Stauranthera och familjen Gesneriaceae. Inga underarter finns listade i Catalogue of Life.